# Lissodema lituratum
Lissodema lituratum là một loài bọ cánh cứng trong họ Salpingidae. Loài này được Costa miêu tả khoa học năm 1847.